# Epidendrosaurus
Epidendrosaurus („Ještěr žijící na stromech“) byl rod malého teropodního dinosaura žijícího v období přelomu střední a svrchní jury na území dnešní Číny. Patřil nejspíš k nejmenším známým druhohorním dinosaurům vůbec, jeho délka činí jen asi 15 až 30 cm (velikost vrabce).

## Paleobiologie
Epidendrosaurus byl opeřený dinosaurus, který pravděpodobně velkou část života strávil na stromech (arboreální způsob života). Není vyloučeno, že pod tento rod patří i pozůstatky původně popsané jako Scansoriopteryx. Pokud by se však jednalo o dva samostatné rody, byli by oba řazeni do dosud kontroverzní čeledi Scansoriopterygidae.
Nové datování udává fosiliím tohoto dinosaura stáří kolem 161,5 milionu let.